# يوليو باراتكي
يوليو باراتكي (بالرومانية: Iuliu Baratky)‏ (14 مايو 1910 - 14 أبريل 1962) لاعب كرة قدم روماني مجري راحل كان يجيد اللعب في خط الهجوم.
لعب طوال مسيرته الرياضية في أندية ستاروينتا أوراديا (1922-1928) أوراديا (1928-1930) هنغاريا (1930-1933) كريشانا أوراديا (1933-1936) رابيد بوخارست (1936-1944) كارمين بوخارست (1944) رابيد بوخارست (1944-1945) ليبيرتاتيا أوراديا (1946-1947) راتا تارغو موريش (1947-1948).
مثل منتخب المجر في 9 مباريات (1930-1933).
كما مثل منتخب رومانيا في 20 مباراة مسجلا 14 هدف (1933-1940). شارك مع منتخب رومانيا في بطولة كأس العالم 1934 في إيطاليا حيث خرج من الدور الثمن النهائي وفي بطولة كأس العالم 1938 في فرنسا حيث خرج من الدور الثمن النهائي بعد مباراة الإعادة.
تولى تدريب أندية رابيد بوخارست (1941-1945) ليبيرتاتيا أوراديا (1946-1947) راتا تارغو موريش (1947-1949) منتخب رومانيا (1948) دينامو بوخارست (1952-1953) بروغريسول أوراديا (1953-1954) دينامو بوخارست (1957-1959) دينامو بوخارست للناشئين (1959-1962).

## وصلات خارجية
- يوليو باراتكي على موقع الاتحاد الدولي (مؤرشف)  (الإنجليزية)
- يوليو باراتكي على موقع قاعدة بيانات كرة القدم.إي يو (الإنجليزية)
- يوليو باراتكي على موقع ناشيونال فوتبول تيمز (الإنجليزية)
- سيرة ذاتية